# Ambiente mesofilo
L'ambiente mesofilo è un ambiente che garantisce la sopravvivenza di organismi viventi che hanno un fabbisogno idrico medio, che si colloca a metà strada fra l'ambiente igrofilo (adatto a organismi che necessitano di molta acqua, come ad esempio le piante che vivono in prossimità dei corsi dei fiumi) e quello xerofilo, dove invece domina la siccità.

## Tipi di ambienti mesofili

### Boschi mesofili
Con questo termine si indicano boschi che necessitano di condizioni climatiche fresche e umide.

### Pascoli mesofili
Con questo termine si indicano pascoli diffusi nelle zone montane al di sopra dei 1000 m di quota che si contraddistinguono per una vegetazione erbacea a dominanza di emicriptofite.